# Городецьке князівство

Городецьке князівство на мапі північно-східної Русі XIII сторіччя

Городецьке князівство — одне з феодальних князівств на північному сході Русі XIII сторіччя зі столицею в місті Городець-на-Волзі. Крім Городця князівство включало Нижній Новгород і, ймовірно, Унжу.
Точна дата утворення князівства за відомими літописними джерелами невідома. За версією історика Б. М. Пудалова князівство утворилося між 1263 і 1282 роками. Перша звістка про Городецьке князівство припадає на 1282 рік. Князем стає Андрій Олександрович, найімовірніше, за заповітом свого батька, великого князя Владимирського Олександра Ярославича Невського. Після смерті Андрія Олександровича (1304) простежити долю князівства досить важко.
За однією з версій Городецьке князівство (або щонайменше значна частина його — Нижній Новгород) перейшло під владу наступника Андрія Олександровича на Володимирському великокнязівському столі Михайла Ярославича Тверського. За іншою версією, Городецьке князівство дісталося Михайлу, сину Андрія Олександровича, а після його смерті — суздальським нащадкам Андрія Ярославовича.
Після 1305 року доступні літописні джерела не містять згадок про городецьких князів. 1311 року Городець захопив Борис Данилович, і Дмитро Михайлович Грізні Очі пішов проти нього, але був зупинений у Владимирі митрополитом Петром. Швидше за все, між 1305 і 1311 роками Городецьке князівство повернулося до складу великого Владимирського князівства. Зокрема, в 1328 році разом з ярликом на велике князювання Городецьке князівство передавалося Узбек-ханом в підпорядкування суздальському князю Олександру Васильовичу, а в 1331 — московському князю Івану Калиті. В 1341 році відокремлено від Великого Владимирського князівства і передано суздальським князям, які, невдовзі, 1350 року, перенесли з Суздалі до Нижнього Новгорода столицю князівства.